# Орден Труда (Венгрия)
Орден Труда — государственная награда Венгерской Народной Республики за трудовые достижения.

## История
Орден Труда в трёх классах был учреждён парламентом Венгрии 25 февраля 1948 года в ознаменование успешного выполнения трёхлетнего плана экономического развития послевоенной страны. Вместе с орденом была учреждена Медаль Труда.
Критериями для награждения орденом Труда служили заслуги в развитии промышленности, сельском хозяйстве, культуре и социальных сферах.
Устанавливалась ежегодная квота, а также денежная премия.
Уже в 1950 году в статут ордена были внесены изменения, по которым знак ордена претерпевал значительные изменения. Также незначительные изменения в дизайн вносились в 1953 и 1985 годах.

## Степени
Орден в 3 классах.
| Класс                                       | Золото                     | Серебро                    | Бронза                     |
| Изображение (Тип 3 и 4)                     |                            |                            |                            |
| Орденская планка                            |                            |                            |                            |
| Ежегодная квота                             | 50                         | 100                        | 200                        |
| Денежная премия                             | 5000 форинтов              | 3000 форинтов              | 1500 форинтов              |
| Количество награждённых орденом Типа 1      | 13                         | 58                         | 260                        |
| Количество награждённых орденом Типа 2      | 1717                       | 1717                       | 1717                       |
| Количество награждённых орденами Типа 3 и 4 | Многочисленные награждения | Многочисленные награждения | Многочисленные награждения |

## Описание

### Тип 1 (с 01.08.1948 по 20.07.1950)
Знак ордена в виде медали диаметром 43 мм, в зависимости от класса — позолоченная, посеребренная, бронзовая.
На знаке вписанная в диаметр медали пятиконечная звезда красной эмали с широким бортиком наложенная на два пшеничных колоса. На звезду наложена шестерня с варяжским щитком в центре, покрытый эмалью цветов государственного флага.
Реверс медали несёт круглый диск с датой «1948».
Знак ордена крепится к орденской ленте красного цвета, сложенной треугольником.

### Тип 2 (с 06.09.1950 по 04.04.1953)
Знак ордена овальной формы, 43×33 мм, в зависимости от класса — позолоченный, посеребренный или бронзовый.
В центре знака на белой эмали пятиконечная звезда красной эмали с расходящимися от неё 16 лучами. По краю знака, формируя его кромку, два пшеничных колоса, в основании которых перекрещенные факел и молот.
Реверс знака мотированный с датой: «1949»
Знак ордена крепится к орденской ленте красного цвета, сложенной треугольником.

### Тип 3 (1954—1985)
Знак ордена идентичен знаку 2 типа за исключением:
- количество лучей сияния звезды стало 32;
- под факелом и молотом появилась эмалевая лента в цветах государственного флага

### Тип 4 (с 1985)
Цельноштампованный знак, в отличие от Типов 2 и 3, знаки которых состояли из трёх частей.